# Gracias por la música
Gracias por la música fue el primer recopilatorio del grupo sueco ABBA completamente en español, lanzado durante mediados de 1980 para el público de habla hispana, luego del éxito de sencillos publicados en 1979 como Chiquitita y Estoy soñando. Fue lanzado al mercado en España, Hispanoamérica, Suecia, Reino Unido, Estados Unidos, Japón, Filipinas, Francia y Australia. 
El álbum contiene versiones en español de temas populares de ABBA originalmente publicados en inglés, como las versiones de «Chiquitita», «Fernando», «La reina del baile» (versión española de «Dancing Queen») y «Dame! Dame! Dame!» (versión española de «Gimme! Gimme! Gimme! (A Man After Midnight)») junto con reinterpretaciones populares en países de habla hispana de temas no tan conocidos como «Al andar» (originalmente «Move On»). Las letras originales fueron adaptadas al español por Buddy y Mary McCluskey.
El trabajo representó un éxito para la banda en México y Argentina, y por extensión en el resto del continente, ya que los sencillos promocionales del álbum se convirtieron en exitosos temas radiales.

## Contexto

### Antecedentes
Desde el éxito del tema Waterloo, canción que dio a conocer a la banda en el mundo -ya que con ella ganaron el Festival de la Canción de Eurovisión en 1974- Buddy y Mary McCluskey (agentes de RCA Records Argentina) le habían propuesto al grupo que grabara versiones en español de sus éxitos para facilitar el despegue de sus carrera en países de habla hispana. Sin embargo, no fue hasta 1979, cuando el éxito de Chiquitita, llevó a ABBA a aceptar la posibilidad de grabar en español. 
En marzo de 1979, ABBA grabó la versión en español de Chiquitita, con la letra de Budy y Mary McCluskey y con ayuda de la periodista española Ana Martínez del Valle para la pronunciación. El sencillo se convirtió en un éxito y pocos meses después, ABBA había vendido más de 500.000 copias tan sólo en Argentina. En septiembre grabaron la versión en español de I Have a Dream; el sencillo Estoy soñando se convirtió en un éxito, situación que convenció al grupo de que debería grabar un álbum completamente en español.

### Grabación
El 7 de enero de 1980, mientras Björn y Benny estaban de viaje por Barbados, Agnetha y Frida comenzaron a grabar, en el estudio Metronome de Estocolmo, ocho temas totalmente en español. En total se incluyeron 10 temas, dos grabados y lanzados en 1979, y 8 grabados en 1980.

## Contenido

### Portada y nombre
El disco se titula Gracias Por la Música, que proviene del título en inglés de la canción popular Thank You For the Music, tema lanzado originalmente en 1977 en el disco The Album, banda sonora de una película sobre las canciones del grupo, llamada Abba The Movie y parte de un musical llamado The Girl With the Golden Hair.
En la foto de portada se muestra a los miembros de ABBA (Frida, Benny, Björn y Agnetha), vestidos con overoles azul celeste y lila (respectivamente y en el orden de aparición en la foto). La cubierta se asemeja a una postal de correo, ya que la foto está enmarcada por márgenes azules y rojas, y con la étiqueta superior derecha con la palabra Vía Aérea y el pictograma de un avión. Los atuendos usados en la portada, también se vieron en el video promocional de la canción que, de hecho le da nombre al disco completo, y que es la que le da apertura al tracklistː Gracias por la música. 

### Canciones
Los temas habían sido seleccionados por su cercanía con el idioma (como Hasta Mañana y Al Andar), por su popularidad (como La Reina del Baile, versión de Dancing Queen; y Conociéndome, Conociéndote, versión de Knowing Me, Knowing You) o una combinación de ambos factores (como Fernando). En total, diez pistas formarían su nuevo álbum.

## Lanzamientos
Gracias por la Música fue puesto a la venta en España en abril de 1980, mientras que en Latinoamérica el álbum no estuvo disponible sino hasta un mes después. Sin embargo, el lanzamiento oficial hecho por Polar Music en Escandinavia fue el 23 de junio de ese mismo año. Finalmente, en Japón fue lanzado en julio de 1980, y en Australia en 1981. Gracias por la música fue publicado en CD en 1992, y hasta la fecha no se ha vuelto a realizar ninguna masterización del álbum.
En 2014 se lanzó la edición de lujo de Gracias Por La Música. Contiene las pistas en español y bonus tracks, un DVD de videos con videos de promoción cantados en español y una entrevista que realizó Aplauso.

## Contenido

### Variaciones
| País      | Año  | Formato     | N.º de Catálogo        | Comentarios                        |
| --------- | ---- | ----------- | ---------------------- | ---------------------------------- |
| España    | 1980 | LP y casete | Carnaby TXS-3177       | Primera versión publicada          |
| Suecia    | 1980 | LP          | Séptima [Polar] SRLM 1 | Versión original                   |
| Japón     | 1980 | LP          | Discomate DSP-8002     | Vinilo rojo y con letra en español |
| Argentina | 1993 | CD          | Polydor 831304-2       | Primera masterización              |

| N.º   | Título                                                                                              | Escritor(es)                                                                   | Duración |  |
| 1.    | «Gracias Por la Música» (Thank You For The Music, de The Album 1977)                                | Benny Andersson, Björn Ulvaeus, Buddy McCluskey, Mary McCluskey                | 3:50     |  |
| 2.    | «La Reina del Baile» (Dancing Queen, de Arrival, 1976)                                              | Benny Andersson, Stig Anderson, Björn Ulvaeus, Buddy McCluskey, Mary McCluskey | 4:02     |  |
| 3.    | «Al Andar» (Move On, de The Album, 1977)                                                            | Benny Andersson, Björn Ulvaeus, Buddy McCluskey, Mary McCluskey                | 4:44     |  |
| 4.    | «¡Dame! ¡Dame! ¡Dame!» (Gimme! Gimme! Gimme! (A Man After Midnight), de Greatest Hits Vol. 2, 1979) | Benny Andersson, Björn Ulvaeus                                                 | 4:51     |  |
| 5.    | «Fernando (Versión en Español)» (de Greatest Hits , 1976)                                           | Benny Andersson, Stig Anderson, Buddy McCluskey, Mary McCluskey                | 4:17     |  |
| 6.    | «Estoy Soñando» (I Have A Dream, de Voulez-Vous, 1979)                                              | Benny Andersson, Björn Ulvaeus, Buddy McCluskey, Mary McCluskey                | 4:38     |  |
| 7.    | «Mamma Mia (Versión en Español)» (de ABBA, 1975)                                                    | Benny Andersson, Björn Ulvaeus, Buddy McCluskey, Mary McCluskey                | 3:34     |  |
| 8.    | «Hasta Mañana (Versión en Español)» (de Waterloo, 1974)                                             | Benny Andersson, Stig Anderson, Björn Ulvaeus, Buddy McCluskey, Mary McCluskey | 3:09     |  |
| 9.    | «Conociéndome, Conociéndote» (Knowing Me, Knowing You, de Arrival, 1977)                            | Benny Andersson, Stig Anderson, Björn Ulvaeus, Buddy McCluskey, Mary McCluskey | 4:04     |  |
| 10.   | « Chiquitita (Versión en Español)» (de Voulez-Vous, 1979)                                           | Benny Andersson, Björn Ulvaeus, Buddy McCluskey, Mary McCluskey                | 5:26     |  |
| 42:32 | |                                                                                |          |  |

## Recepción

### Listas de popularidad
Gracias por la música pudo entrar a las listas de cinco países, cuatro de ellos de habla hispana. En el otro país, Japón, el álbum logró entrar al Top 30 debido a que el lanzamiento del álbum fue poco después de la gira por Japón realizada por ABBA en 1980.
| Lista                              | Posición |
| ---------------------------------- | -------- |
| México Lista de Álbumes en Español | 1        |
| Argentina Top 10 Álbum Chart       | 4        |
| España Afyve Álbum Chart           | 5        |
| Chile Top 100 Álbum Chart          | 9        |
| Japón Top 100 Oricon Álbum Chart   | 27       |

### Ventas y certificaciones
Gracias por la música obtuvo una certificación de platino por sus ventas en España. Según cifras dadas por Oricon en Japón (33 660), y por Universal Music de México (370 000) y Argentina (750 000), las ventas del álbum rebasaron las 1,2 millones de copias vendidas.
| País/Organización | Certificación | Ventas  |
| ----------------- | ------------- | ------- |
| PROMUSICAE        | Platino       | 100 000 |